# 1788 en Italie
Chronologie de l'Italie
- 1784
- 1785
- 1786
- 1787
- 1788
- 1789
- 1790
- 1791
- 1792

## Événements
- 29 juin : Ferdinand Ier cesse de présenter la haquenée au Saint-Siège, symbole de l'hommage du royaume de Sicile au pape[1].

## Culture

### Opéras créés en 1788
- 1er janvier : Fedra, opéra de Giovanni Paisiello, créé au Teatro San Carlo à Naples ;
- 12 janvier : Iphigénie en Aulide, opéra en trois actes de Luigi Cherubini, créé au Teatro Regio de Turin ;
- 1er décembre : Démophon, opéra en trois actes, de Luigi Cherubini, créé à l'Opéra de Paris.

- Alessandro nell'Indie [2], dramma per musica d'Angelo Tarchi, livret de Pietro Metastasio, créé au Teatro alla Scala, à Milan, pour le carnaval de 1788.

## Naissances en 1788
- 18 avril : Michele Bisi, graveur et peintre. († 26 décembre 1874)
- 7 juin : Paolo Toschi, graveur, peintre et architecte. († 30 juillet 1854)
- 18 juin : Ernesta Legnani, graveuse et peintre. († 13 novembre 1859)
- 28 juillet : Giuseppe Canella, peintre de vedute. († 11 septembre 1847)

## Décès en 1788
- 15 janvier : Gaetano Latilla, 77 ans, compositeur  de la période baroque. (° 12 janvier 1711)
- 17 janvier : Alessio Prati (it), 37 ans, compositeur  de la période baroque. (° 19 juillet 1750)
- 24 janvier : Giovanni Battista Ronchelli (it), 72 ans, peintre de la période baroque. (° 1er février 1715)
- 31 janvier : Felice Romani, 76 ans, librettiste, poète, érudit en littérature et mythologie et critique musical, auteur des livrets d'opéras de Gaetano Donizetti et Vincenzo Bellini notamment. († 28 janvier 1865)